# Parlabá
Parlabá (en catalán y oficialmente Parlavà) es un municipio y localidad española de la provincia de Gerona, en la comunidad autónoma de Cataluña. El término municipal, que incluye los núcleos de Parlabá y Fonolleres, pertenece a la comarca del Bajo Ampurdán y cuenta con una población de 427 habitantes (INE 2024).

## Geografía

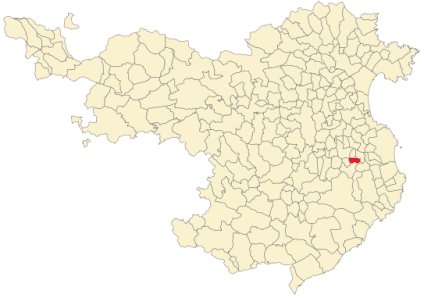
Situación de Parlabá en la provincia de Gerona

Está situado al norte de la capital comarcal, en un llano regado por los ríos Ter y Daró. Incluye el agregado de Fonolleres.
El municipio se llamaba oficialmente Parlabá hasta mediados de la década de 1980, en que cambió su nombre por el de Parlavà.

## Demografía
Parlabá cuenta con una población de 427 habitantes (INE 2024).
| Gráfica de evolución demográfica de Parlabá entre 1842 y 2021 |
| |
| Población de derecho según los censos de población del INE Población de hecho según los censos de población del INEEn estos censos se denominaba Parlabá: 1857, 1860, 1877, 1887, 1897, 1900, 1910, 1920, 1930, 1940, 1950, 1960, 1970 y 1981 Entre el censo de 1857 y el anterior, crece el término del municipio porque incorpora a Fonalleras |

## Historia
En la cima del cerro Montori se han encontrado vestigios de un poblado ibero-romano.
Aparece documentado por primera vez en el siglo X con la forma Palatio Rabano. Entre los siglos XIV y XVII perteneció a la jurisdicción del castillo de Rupià.

## Economía
Agricultura de secano, ganadería bovina y porcina e industria relacionada con la agricultura. 

## Lugares de interés
- Iglesia de Sant Feliu, de estilo románico.
- Iglesia de San Cristóbal, de estilo gótico, en el pueblo de Fonolleres.
- Numerosas masías de los siglos XVI a XVIII, repartidas por el término.